# Wasserkraftwerk Rabenauer Grund
Das Wasserkraftwerk Rabenauer Grund (auch Unterwerk I oder Rudeltwerk) ist ein Laufwasserkraftwerk an der Roten Weißeritz im Rabenauer Grund bei Hainsberg, einem Stadtteil der sächsischen Großen Kreisstadt Freital im Landkreis Sächsische Schweiz-Osterzgebirge. Es befindet sich direkt neben der ersten Brücke der Weißeritztalbahn von Hainsberg nach Kipsdorf.

## Anlagen

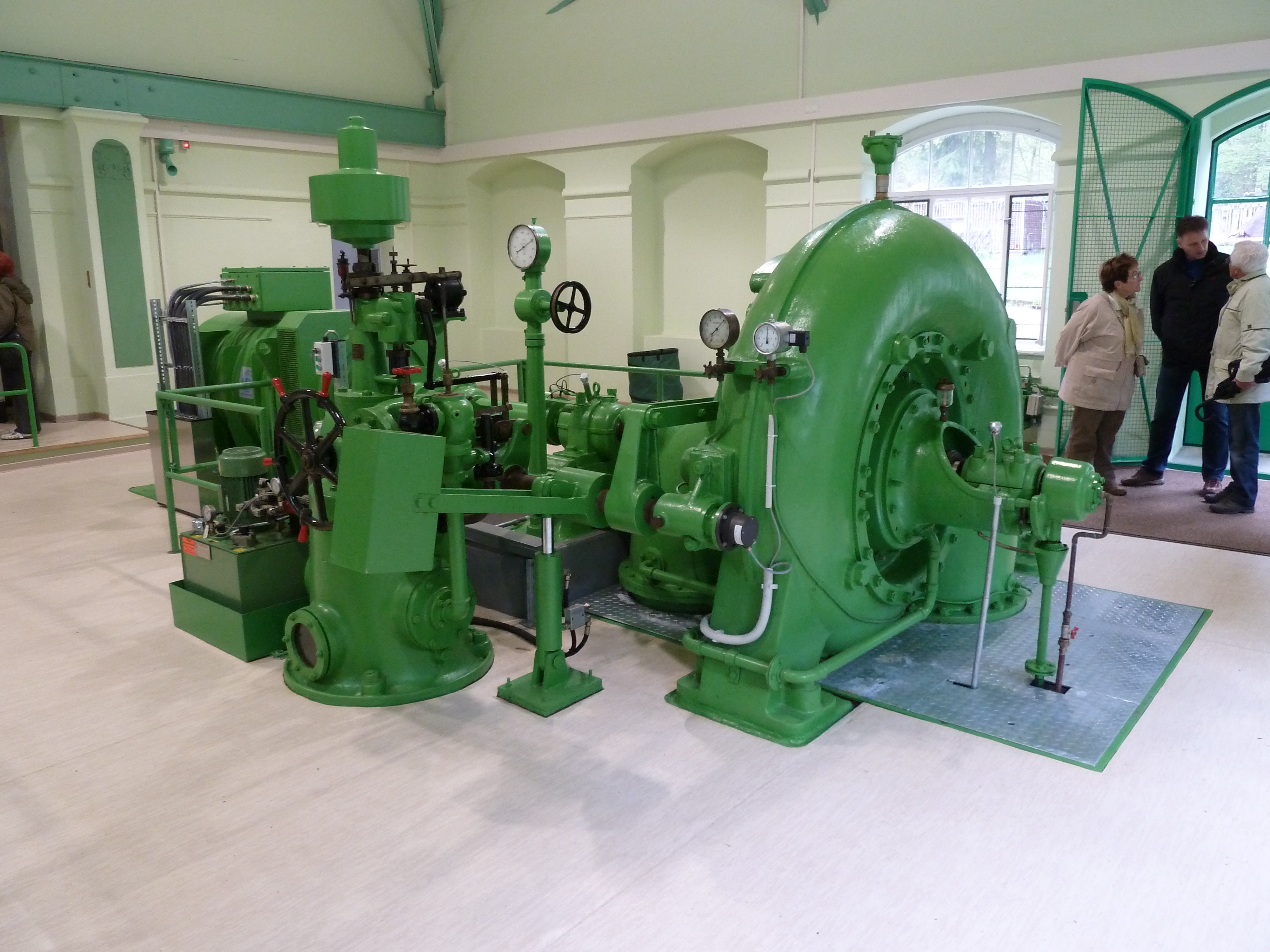
Maschinensatz mit Turbine und Generator

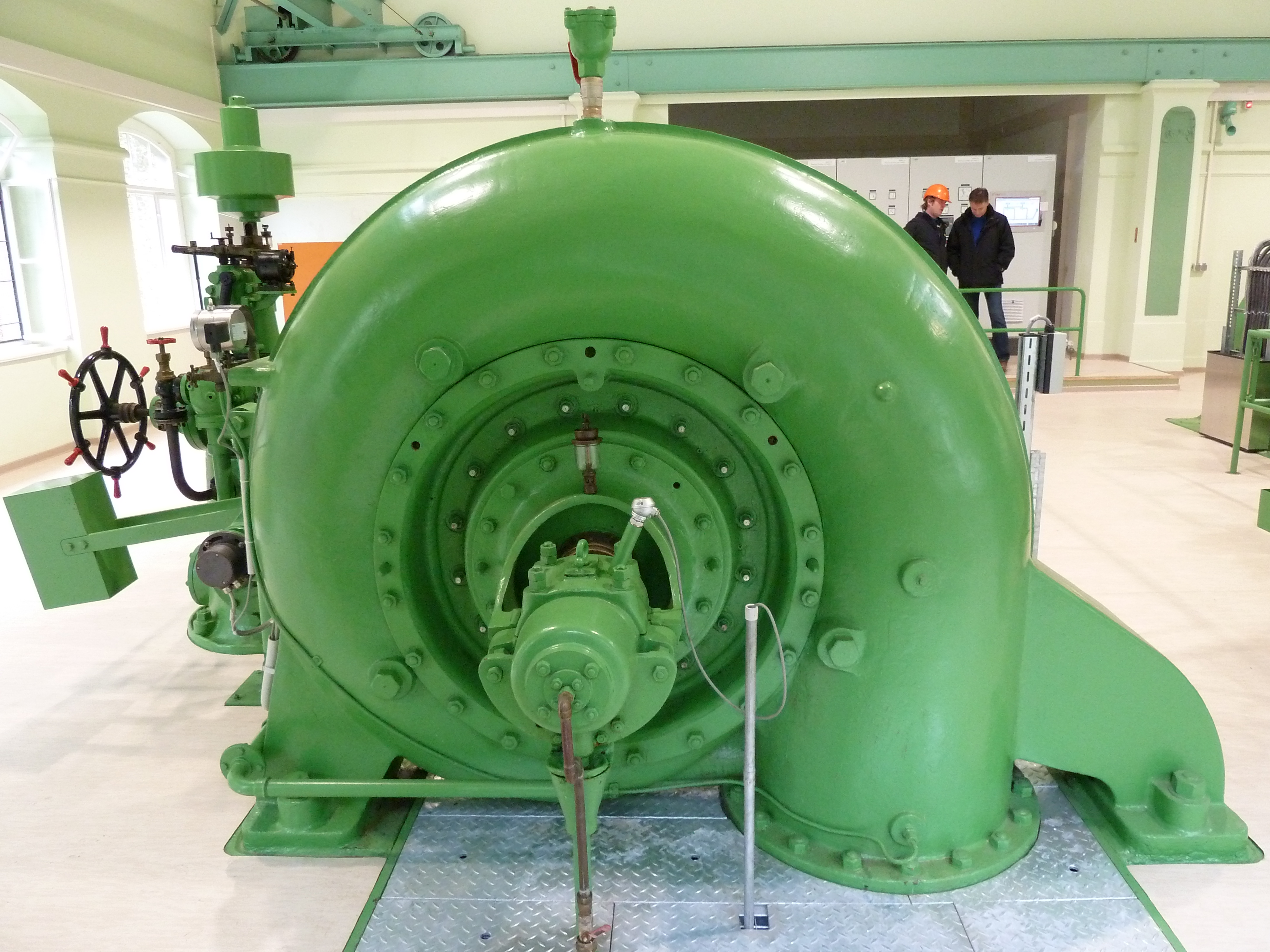
Francis-Turbine von 1911

Der 460 Meter lange Triebwasserstollen beginnt an einem rund zwölf Meter breiten Wehr in der Nähe der Rabenauer Mühle (⊙). Er hat eine Breite von zwei Metern und eine Höhe von 2,20 Metern. Am Steilhang der Roten Weißeritz befindet sich das Wasserschloss, von dem aus das Wasser über eine 176 Meter lange Druckleitung mit 1,10 Metern Durchmesser zu den Turbinen geleitet wird. Die Fallhöhe beträgt 39,22 Meter mit einem maximalen Durchfluss von 3,3 m³ pro Sekunde. Überschüssiges Wasser wird am Wasserschloss über eine Natursteinkaskade zurück in die Rote Weißeritz geleitet.
Im Maschinenhaus sind drei Maschinensätze verbaut, von denen zwei bis heute über Francis-Turbinen betrieben werden, die Voith 1911 in Heidenheim herstellte. Diese Turbinen haben eine Leistung von 490 kW bei einer Drehzahl von 600 Umdrehungen pro Minute. Das Laufrad hat einen Durchmesser von 540 Millimetern, die Schaufeln sind 120 Millimeter breit. Angeschlossen war bis 2012 je ein 1911 bei der Chemnitzer Elektricitäts-AG Pöge gebauter Zweiphasen-Synchrongenerator. Der Zweiphasenstrom wurde über einen Scott-Transformator in einem Nebengebäude in den üblichen Dreiphasen-Drehstrom umgewandelt. Bei der Modernisierung des Wasserkraftwerkes 2012 wurden die alten Generatoren durch Dreiphasen-Generatoren aus dem Anhaltischen Elektromotorenwerk Dessau mit 500 kVA Leistung ersetzt. Außerdem wurde der dritte Maschinensatz mit Durchströmturbine und einem 150 kVA-Generator installiert.
Nach Verlassen des Maschinenhauses wird das Wasser über einen 60 Meter langen Untergraben zurück in die Rote Weißeritz geführt. Der Graben endet direkt neben der Bahnbrücke und unterquert auch den Wanderweg durch den Rabenauer Grund.

## Geschichte
Das Wasserkraftwerk wurde im Jahr 1911 unter Planung des „Gemeindeverbandes Elektrizitätswerk für den Plauenschen Grund zu Deuben“, der späteren Kraftwerke Freital AG, errichtet. Es ist das erste Wasserkraftwerk („Unterwerk I“) des Gemeindeverbandes, der sich ursprünglich zur Errichtung des Elektrizitätswerks für den Plauenschen Grund („Hauptwerk“) gebildet hatte, und auch das erste Kraftwerk seiner Art entlang der Roten und Wilden Weißeritz.
Im Jahr 1917 bekam das Wasserkraftwerk als Würdigung der Verdienste des Deubener Bürgermeisters und Mitglieds des Gemeindeverbandes Ernst Robert Rudelt den Namen „Rudeltwerk“.
Nach der Verstaatlichung der Kraftwerke Freital AG in der DDR oblag die Betriebsführung des Wasserkraftwerkes dem Meisterbereich Wasserkraftwerke in der Betriebsstelle Freital des Energiebezirks bzw. des Energiekombinates Ost. Nach der Deutschen Wiedervereinigung übernahm die 1990 aus dem Kombinat hervorgegangene Energieversorgung Sachsen Ost AG (ESAG) das Kraftwerk und begann 1991 mit der 1,5 Millionen Mark teuren Sanierung der Kaskaden, die schon zu DDR-Zeiten geplant war, wegen fehlender finanzieller Mittel aber nicht durchgeführt werden konnte.
Im April 2012 begann die aus der ESAG hervorgegangene Betreiberin ENSO Energie Sachsen Ost mit der weiteren Modernisierung des Kraftwerkes. Ziel war die Erhöhung des Wirkungsgrades und der Leistung des Wasserkraftwerkes, die unter anderem durch einen Einbau einer dritten Turbine erreicht werden sollte. Sie ermöglicht bei starkem Durchfluss eine zusätzliche Verstromung und bei geringer Durchflussmenge einen höheren Wirkungsgrad.
Das Wasserkraftwerk Rabenauer Grund steht als Technisches Denkmal unter besonderem Schutz und ist in der Freitaler Kulturdenkmalliste vermerkt.